# Юрген Хабермас
Юрген Хабермас (на немски: Jürgen Habermas) е германски философ и социолог в традицията на критическата теория.

## Биография
Роден е на 18 юни 1929 г. в Дюселдорф. Следва в Гьотинген, Цюрих и Бон. През 1961 г. се хабилитира в Марбург и непосредствено след това с помощта на Гадамер получава извънредна професура по философия в Хайделбергския университет, където преподава до 1964 г. От 1964 до 1971 г. е професор по философия и социология в Университета „Йохан Волфганг Гьоте“ във Франкфурт на Майн, след което отива в Щарнберг близо до Мюнхен, където заедно с Карл Фридрих фон Вайцзекер ръководи Института „Макс Планк“. През 1981 г. Хабермас публикува основното си произведение „Теория на комуникативното действие“, в което разгръща понятието за „независимия дискурс“. През 1983 г. се връща обратно във Франкфурт на Майн, където остава до пенсионирането си през 1994 г.
Работите му се занимават с основите на обществената теория и епистемологията, анализът на развитото капиталистическо индустриално общество и демокрацията и принципите на правото в критичен социално-еволюционен контекст, както и със съвременната (особено германска) политика.

## Отличия и награди
- 1974: Награда „Хегел“ на град Щутгарт
- 1976: Награда „Зигмунд Фройд“ за научна проза на град Дармщат
- 1980: Награда „Теодор Адорно“ на град Франкфурт на Майн
- 1980: Почетен доктор на Новото училище за социални изследвания в Ню Йорк
- 1985: Награда „Братство Шол“ за книгата Die neue Unübersichtlichkeit
- 1986: Награда „Готфрид Вилхелм Лайбниц“
- 1987: Награда „Зонинг“ на Копенхагенския университет
- 1995: Награда „Карл Ясперс“
- 1999: „Хесенска културна награда“
- 1999: Награда „Теодор Хойс“
- 2001: „Награда за мир на немските книгоразпространители“[1]
- 2003: „Награда на принца на Астурия“ в раздел Социални науки[2]
- 2004: Награда на Киото (50 млн. йени)
- 2005: „Холбергова награда“ (520 хил. евро)[3]
- 2006: Награда „Бруно Крайски“ за политическа книга
- 2006: Награда на Северен Рейн-Вестфалия
- 2008: Европейска награда за политическа култура на фондация „Ханс Рингиер“ (50 хил. евро)
- 2008: Награда „Жем Брюме“ за поддържане на правата на човека (36 хил. евро)
- 2009: Почетен гражданин на град Щарнберг
- 2011: Награда „Виктор Франкъл“
- 2012: Награда „Георг Аугуст Зин“
- 2012: Награда „Хайнрих Хайне“ на град Дюселдорф
- 2012: „Мюнхенска почетна културна награда“
- 2013: „Награда „Еразъм““ (150 хил. евро)[4]
- 2013: Награда на община Касел
- 2015: Награда „Клуге“